# 안동 석사자
안동 석사자(安東 石獅子)는 경상북도 안동시, 안동대학교에서 보관하고 있는 한 쌍의 돌사자상이다. 1985년 8월 5일 경상북도의 문화재자료 제19호로 지정되었다.

## 개요
안동대학교에서 보관하고 있는 한 쌍의 돌사자상이다. 안동향교 옛 터에 있던 것을 옮겨온 것으로, 원래의 자리는 알 수 없으며, 그 용도도 확실하지 않다.『영가지』에 “안동향교의 대문좌우에 있다”라는 기록이 보이고, 옮겨올 당시 사자상 주변에 연꽃무늬의 받침대 등이 쌓여있어 사찰에서 쓰였던 것으로 짐작하기도 한다.
길이는 약 1m로, 몸을 앞으로 길게 뻗고 있으며 앞다리와 뒷다리가 똑같이 잘려있다. 이렇게 몸을 뻗은 자세의 사자조각은 통일신라시대부터 있어온 것으로 법주사쌍사자석등(국보 제5호)과 중흥산성쌍사자석등(국보 제103호)에서도 볼 수 있다.
전체적으로 조각솜씨가 사실적이고 간결하며 사자가 비만하게 표현되어 있는 점 등으로 보아 고려시대에 만든 것으로 보인다.

## 같이 보기
- 안동향교

## 참고 자료
- 안동석사자 - 국가유산청 국가유산포털